# Brovallen, Avesta kommun
Brovallen är en by i Avesta kommun belägen mellan Kärrsjön och Brovallssjön utmed riksväg 70 och järnvägen Dalabanan.
Byn omfattar 5 mantal. Här finns bland annat Erik-Larsgården, känd för sina Dalmålningar av bröderna Daniel och Ifwares Anders Danielsson från Rättvik och Snarf Anders Andersson från Leksand. Målningarna återupptäcktes på 1960-talet efter att ha varit övertapetserade sedan 1800-talet.
Norra delen av Brovallen har av SCB tillsammans med norra delen av grannbyn Igeltjärna avgränsats till en småort med namnet Igeltjärna-Brovallen (delar av)